# شهرستان کرافورد (جورجیا)
شهرستان کرافورد، جورجیا (به انگلیسی: Crawford County, Georgia) یک سکونتگاه مسکونی در ایالات متحده آمریکا است که در جورجیا واقع شده‌است.